# Athenaria
Athenaria é uma infraordem de cnidários antozoários da subordem Nyantheae, ordem Actinaria.